# British Columbia Liberal Party
Die British Columbia Liberal Party (französisch Parti libéral de la Colombie-Britannique), kurz auch als BC Liberals bezeichnet, war eine liberale politische Partei in der kanadischen Provinz British Columbia. Sie war organisatorisch unabhängig von der Bundespartei, der Liberalen Partei Kanadas, und deckte nach rechts ein breiteres politisches Spektrum ab, da in der Provinz keine nennenswerte konservative Partei existierte. Ab dem 19. Oktober 2024, stellten die Liberalen 0 von 93 Abgeordneten in der Legislativversammlung von British Columbia.

## Geschichte
Nach dem Beitritt von British Columbia zur kanadischen Konföderation im Jahr 1871 kannte das politische System der Provinz während über drei Jahrzehnten keine politischen Parteien. Dies änderte sich 1903, als der neugewählte Premierminister Richard McBride die British Columbia Conservative Party gründete. Noch im selben Jahr erfolgte die Gründung der British Columbia Liberal Party. Diese war zunächst in der Opposition und hatte 1912 trotz eines Wähleranteils von über einem Viertel keinen einzigen Sitz im Parlament.
1916 bildeten die Liberalen nach einem überwältigenden Wahlsieg unter Harlan Carey Brewster erstmals die Regierung. Brewster führte das Frauenwahlrecht und die Prohibition ein und bekämpfte die Korruption. Nach seinem Tod 1918 übernahm John Oliver das Amt. Oliver verlor zwar 1924 seinen eigenen Parlamentssitz, blieb aber bis 1927 im Amt und wurde von John Duncan MacLean abgelöst. MacLean erlitt bei der Wahl 1928 eine Niederlage.
Die Konservativen konnten die sozialen Probleme der Weltwirtschaftskrise nicht bewältigen und zerfielen in mehrere Gruppen. Thomas Dufferin Pattullo führte die Liberalen 1933 zu einem überwältigenden Wahlsieg. Während seiner Amtszeit betrieb Pattullo eine teilweise sozialdemokratische Politik, was häufig zu Konflikten mit der Bundespartei und der Bundesregierung unter William Lyon Mackenzie King führte. Er weigerte sich 1941, eine Koalition mit den Konservativen einzugehen und wurde von John Hart abgelöst. Auf Hart folgte 1947 Byron Ingemar Johnson.
Als die Konservativen 1952 die Koalition verließen, brach die Regierung auseinander. Bei der darauf folgenden Wahl erlitten beide Parteien eine empfindliche Niederlage. Der Wähleranteil der Liberalen pendelte sich zunächst um 20 % ein, weshalb die Partei jeweils nur noch ein paar wenige Sitze gewinnen konnte. Mitte der 1970er Jahre begann ein rapider Zerfall; 1979 erreichte die Liberal Party mit einem Anteil von 0,47 % ihren absoluten Tiefpunkt und stand kurz vor der Auflösung.
Unter Gordon Wilson begann ab 1987 der Wiederaufstieg, begünstigt durch zahlreiche Skandale der regierenden British Columbia Social Credit Party. Viele liberale und reformorientierte Wähler wandten sich von der Social Credit Party ab und unterstützten nun die Liberal Party. Nach einer Unterbrechung von zwölf Jahren waren die Liberalen ab 1991 wieder im Parlament vertreten und etablierten sich als Konkurrenz zur sozialdemokratischen British Columbia New Democratic Party (NDP).

Altes Logo

1993 übernahm Gordon Campbell, der Bürgermeister von Vancouver, das Amt des Parteivorsitzenden und unter seiner Führung setzten die Liberalen ihren Aufstieg fort. Bei der Wahl 1996 wurde die Liberal Party zwar nach fast 50 Jahren wieder wählerstärkste Partei, gewann aber aufgrund von Verzerrungen des Mehrheitswahlrechts weniger Sitze als die NDP. Nachdem die Regierung der NDP von mehreren Skandalen erschüttert worden war, erzielte die Liberal Party 2001 den größten Wahlsieg in der Geschichte der Provinz; mit einem Wähleranteil von 57,62 % gewann sie in 77 von 79 Wahlkreisen. Mit einer deutlich reduzierten Mehrheit wurde die liberale Regierung 2005 und 2008 bestätigt. Im März 2011 löste Christy Clark Campbell als Regierungschefin und Parteivorsitzende ab.
Bei der Wahl am 9. Mai 2017 verpassten die Liberalen die Mehrheit um einen Sitz und bildeten eine Minderheitsregierung. Diese wurde am 29. Juni 2017 durch ein Misstrauensvotum der Koalition aus NDP und Green Party of British Columbia gestürzt.

## Wahlergebnisse
Ergebnisse der British Columbia Liberal Party bei den Wahlen zur Legislativversammlung:
| Wahl | Sitze total | Kandi- daten | Gew. Sitze | Stimmen | Anteil    |
| ---- | ----------- | ------------ | ---------- | ------- | --------- |
| 1903 | 42          | 39           | 17         | 22.715  | 37,78 %   |
| 1907 | 42          | 40           | 13         | 234.816 | 37,15 %   |
| 1909 | 42          | 36           | 2          | 33.675  | 33,21 %   |
| 1912 | 42          | 19           | 0          | 21.443  | 25,37 %   |
| 1916 | 47          | 45           | 36         | 89.892  | 50,00 %   |
| 1920 | 47          | 45           | 25         | 134.167 | 37,89 %   |
| 1924 | 48          | 46           | 23         | 108.323 | 31,34 %   |
| 1928 | 48          | 45           | 12         | 144.872 | 40,04 %   |
| 1933 | 47          | 47           | 34         | 159.131 | 41,74 %   |
| 1937 | 48          | 48           | 31         | 156.074 | 37,34 %   |
| 1941 | 48          | 48           | 21         | 149.525 | 32,94 %   |
| 1945 | 48          | 47           | 37         | 261.147 | 55,83 % 1 |
| 1949 | 48          | 48           | 39         | 428.773 | 61,35 % 1 |
| 1952 | 48          | 48           | 6          | 180.289 | 23,46 %   |
| 1953 | 48          | 48           | 4          | 171.671 | 23,59 %   |
| 1956 | 52          | 52           | 2          | 177.922 | 21,77 %   |
| 1960 | 52          | 50           | 4          | 208.249 | 20,90 %   |

| Wahl | Sitze total | Kandi- daten | Gew. Sitze | Stimmen | Anteil  |
| ---- | ----------- | ------------ | ---------- | ------- | ------- |
| 1963 | 52          | 51           | 5          | 193.363 | 19,98 % |
| 1966 | 55          | 53           | 6          | 152.155 | 20,24 % |
| 1969 | 55          | 55           | 5          | 186.235 | 19,03 % |
| 1972 | 55          | 53           | 5          | 185.640 | 16,40 % |
| 1975 | 55          | 49           | 1          | 93.379  | 7,24 %  |
| 1979 | 57          | 5            | 0          | 6.662   | 0,47 %  |
| 1983 | 57          | 52           | 0          | 44.442  | 2,69 %  |
| 1986 | 69          | 55           | 0          | 130.505 | 6,74 %  |
| 1991 | 75          | 71           | 17         | 486.208 | 33,25 % |
| 1996 | 75          | 75           | 33         | 661.929 | 41,82 % |
| 2001 | 79          | 79           | 77         | 916.888 | 57,62 % |
| 2005 | 79          | 79           | 46         | 807.118 | 45,80 % |
| 2009 | 85          | 85           | 49         | 709.527 | 46,02 % |
| 2013 | 85          | 85           | 49         | 794.946 | 44,14 % |
| 2017 | 87          | 87           | 43         | 796.672 | 40,36 % |
| 2020 | 87          | 87           | 28         | 636.759 | 33,77 % |

1 Wahlbündnis mit der British Columbia Conservative Party

## Parteivorsitzende
| Name                          | Vorsitz                               | Premier                              |
| ----------------------------- | ------------------------------------- | ------------------------------------ |
| James Alexander MacDonald     | Oktober 1903 – Oktober 1909           |                                      |
| John Oliver                   | Oktober 1909 – März 1912              |                                      |
| Harlan Carey Brewster         | März 1912 – 1. März 1918              | 23. November 1916 – 1. März 1918     |
| John Oliver                   | 1. März 1918 – 17. August 1927        | 6. März 1918 – 17. August 1927       |
| John Duncan MacLean           | 17. August 1927 – Oktober 1928        | 20. August 1927 – 20. August 1928    |
| Thomas Dufferin Pattullo      | Januar 1929 – 9. Dezember 1941        | 15. Juni 1933 – 9. Dezember 1941     |
| John Hart                     | 9. Dezember 1941 – 29. Dezember 1947  | 9. Dezember 1941 – 29. Dezember 1947 |
| Byron Ingemar Johnson         | 29. Dezember 1947 – April 1953        | 29. Dezember 1947 – 1. August 1952   |
| Arthur Laing                  | April 1953 – April 1959               |                                      |
| Raymond Perrault              | Mai 1959 – Mai 1968                   |                                      |
| Patrick McGeer                | Oktober 1968 – 22. Mai 1972           |                                      |
| David Anderson                | 22. Mai 1972 – 28. September 1975     |                                      |
| Gordon Gibson                 | 28. September 1975 – 19. Februar 1979 |                                      |
| Jev Tothill                   | 19. Februar 1979 – April 1981         |                                      |
| Shirley McLoughlin            | 25. Mai 1981 – August 1984            |                                      |
| Art Lee                       | 31. März 1984 – Februar 1987          |                                      |
| Gordon Wilson                 | 30. Oktober 1987 – 11. September 1993 |                                      |
| Gordon Campbell               | 11. September 1993 – 26. Februar 2011 | 5. Juni 2001 – 14. März 2011         |
| Christy Clark                 | 26. Februar 2011 – 4. August 2017     | 14. März 2011 – 9. Mai 2017          |
| Rich Coleman (interimistisch) | 4. August 2017 – 3. Februar 2018      |                                      |
| Andrew Wilkinson              | 3. Februar 2018 – 21. November 2020   |                                      |
| Shirley Bond (interimistisch) | 23. November 2020 – 5. Februar 2022   |                                      |
| Kevin Falcon                  | seit 5. Februar 2022                  |                                      |